# Point Grey
Point Grey (in lingua squamish: Elḵsn) è un promontorio della Columbia Britannica, situato nell'area di Vancouver. Si trova sul lato meridionale dell'imbocco della baia degli Inglesi (che conduce poi al fiordo Burrard Inlet). Al promontorio appartengono diverse spiagge, fra cui Wreck Beach, Tower Beach e Point Grey Beach. La sommità del promontorio ospita (dal 1925) il campus dell'Università della Columbia Britannica.
La zona di Point Grey è caratterizzata, fra l'altro, dalle rovine di strutture militari difensive della seconda guerra mondiale; queste danno tra l'altro il nome a Tower Beach ("spiaggia della torre").
L'espressione "Point Grey" viene usata talvolta per riferirsi al quartiere di Vancouver meglio noto come West Point Grey.